# Aalbæk
Aalbæk anhörenⓘ (alternative Schreibweise: Ålbæk) ist ein Ort am Kattegat im dänischen Vendsyssel mit 1424 Einwohnern (Stand 1. Januar 2023). Er liegt zwischen Frederikshavn und Skagen. Seit der Kommunalreform 2007 gehört Aalbæk zur Kommune Frederikshavn in der Region Nordjylland.

## Aalbæk Kirke

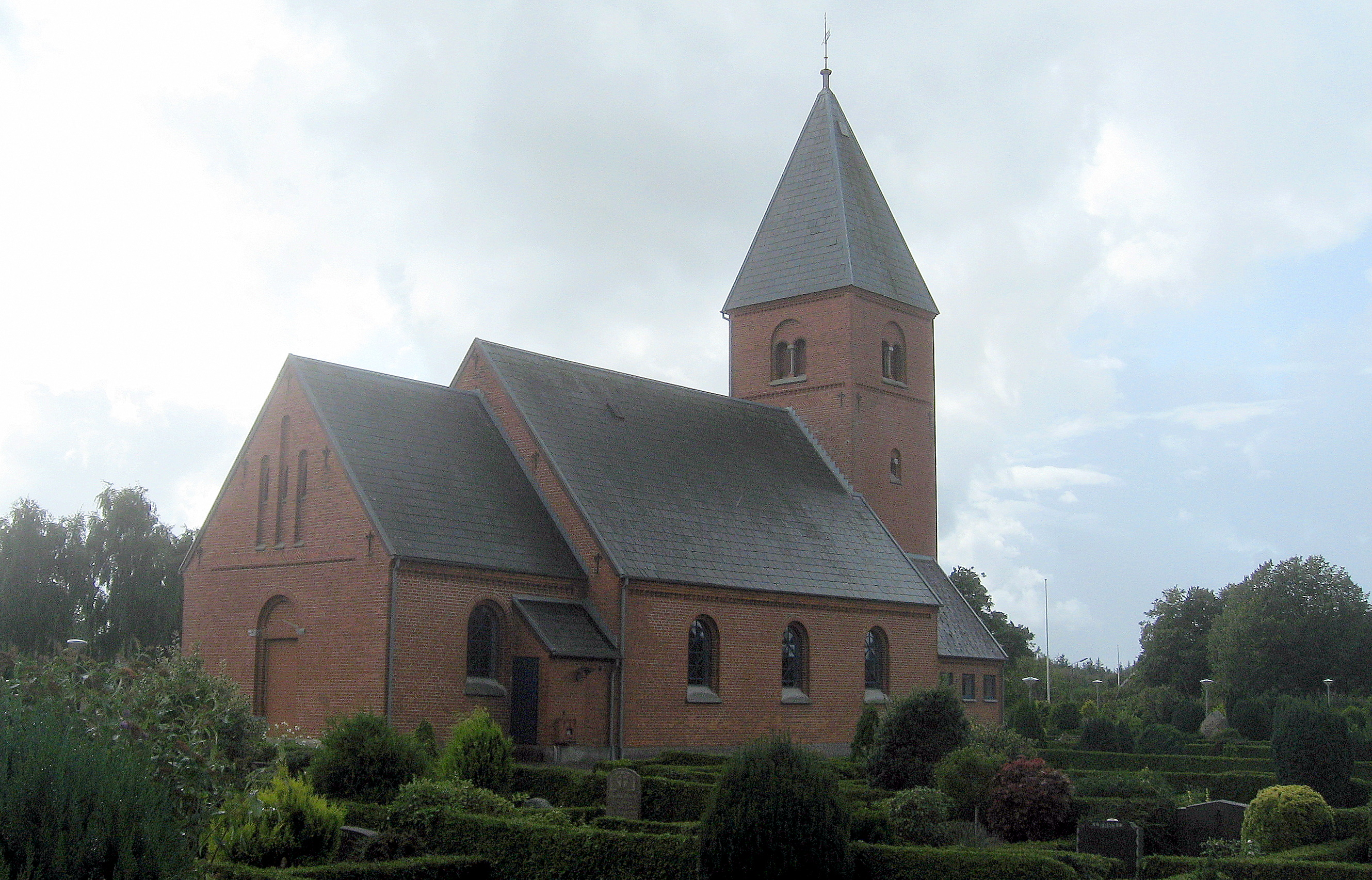
Aalbæk Kirke

Die Dorfkirche in der Ortsmitte wurde 1897 von Architekt Vilhelm Ahlmann (1852–1928) entworfen. Er hatte bereits den Entwurf für die Frederikshavn Kirke geliefert. Aalbæk Kirke ist im gleichen eklektizistisch-nationalromantischen Stil gestaltet wie Ahlmanns spätere Holstebro Kirke. Bei einer umfassenden Renovierung des Innenraums 1997 erhielten Decke, Kanzel und Kirchengestühl eine maritime blaue Bemalung.
Sie wurde als Filialkirche zur 6 km entfernten Raabjerg Kirke errichtet, nachdem Aalbæks Bevölkerung durch die Anbindung an das Eisenbahnnetz stark angewachsen war. Auf dem Kirchhof befinden sich zahlreiche Gräber von Fischern, die im Zweiten Weltkrieg Seeminen zum Opfer fielen.

## Verkehr
Aalbæk verfügt über einen Fischereihafen und einen Bahnhof an der Bahnstrecke Frederikshavn–Skagen. Die Primærrute 40 führt durch das Ortszentrum.

## Tourismus
An der Ostsee dehnt sich feiner Sandstrand aus. In südlicher Richtung liegt das Ferienhausgebiet Napstjært, nach Norden zu liegt etwas landeinwärts das Ferienhausgebiet Bunken.